# Phleum pratense
Phleum pratense é uma espécie de planta com flor pertencente à família Poaceae. 
A autoridade científica da espécie é L., tendo sido publicada em Species Plantarum 1: 59. 1753.

## Portugal
Trata-se de uma espécie presente no território português, nomeadamente os seguintes táxones infraespecíficos:
- Phleum pratense subsp. bertolonii - presente em Portugal Continental. Em termos de naturalidade é nativa da região atrás referida. Não se encontra protegida por legislação portuguesa ou da Comunidade Europeia.
- Phleum pratense subsp. pratense - presente em Portugal Continental e no Arquipélago dos Açores. Em termos de naturalidade é nativa de Portugal Continental e introduzida no Arquipélago dos Açores. Não se encontra protegida por legislação portuguesa ou da Comunidade Europeia.

É conhecida como rabo-de-gato.